# Ниагарские договоры
Ниагарские договоры (англ. Treaty of Fort Niagara), также Форт-ниагарские договоры — одни из нескольких договоров, подписанных между Британской короной и различными коренными народами Северной Америки.

## Ниагарский договор (1764)

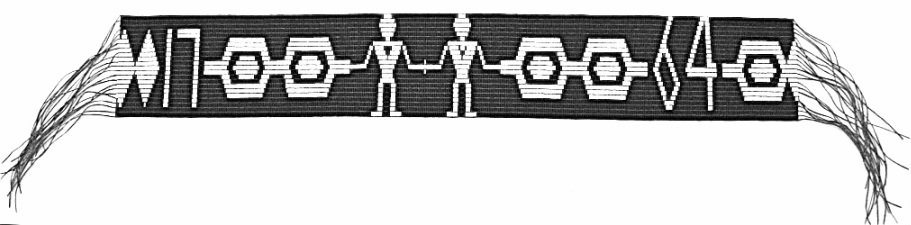
Вампум, подаренная сэром Уильямом Джонсоном собравшимся народам после заключения Ниагарского договора (1764 год)

Ниагарский договор 1764 года был заключен между сэром Уильямом Джонсоном с британской стороны и 24 нациями: Хауденозони, Сенека, Гуронами Детройта, Меномини, Алгонкинами, Ниписсинги, Оджибве, Миссиссоги и другими, которые были частью Семи наций Канады и Конфедерации западных озер. Он вступил в силу 1 августа 1764 года.
Договор передал владение узкой четырехмильной полосой земельного участка 69 западного берега реки Ниагара британцам, а также установил правила, которые должны были соблюдаться новыми поселенцами, расселившимися на землях, которые позднее стали Канадой. Этот договор был ратифицирован Королевской декларацией 1763 года о коренных народах и продлил систему сотрудничества по Серебряному договору в район Великих озер на континенте.
Королевская прокламация 1763 года установила британское определение индейских земель. На этих землях Корона провозгласила свой суверенитет, но также постановила, что эта земля должна рассматриваться как владение коренных народов, которые их занимают. Следовательно, чтобы передать право собственности на землях Короны путем сдачи земли коренным народам, Британская империя начала официально подготавливать Ниагарский договор с коренными народами 8 июля 1764 года с помощью создания Договорного совета.
В знак протеста Оттава Детройта, Гуроны из Сандаски, Делавары и Шауни Огайо отказались присутствовать на Договорном совете. Этот договор создал новую договорную систему между британцами и коренными народами западных Великих озер.
Во время войны 1812 года нации, связанные с этим договором, объединились с британцами, поскольку нации полагали, что договор связал их с Британской империей.

## Форт-ниагарский договор (1781)
Форт-ниагарский договор 1781 года, также известный как Ниагарская покупка, был подписан полковником Ги Джонсоном со стороны Британской империи и представителями народов Оджибве и Миссиссогов, заключен 9 мая 1781 года. В соответствии с этим соглашением окрестные земли, окружающие форт Ниагара, были переданы британской Короне.
Договор 1781 года был подписан из-за ограничений, наложенных Ниагарским договором 1764 года, а также притока лоялистов на британскую территорию вокруг форта Ниагара во время и после американской революции. Из-за увеличения населения Фредерик Халдиманд, губернатор Квебека, предложил создать сельскохозяйственные поселения вокруг крупных военных фортов, но в первом ниагарском договоре не предусматривались земли, необходимые для поддержания сельскохозяйственных поселений около форта Ниагара.
Следовательно, из-за этого и был заключен второй договор. В этом договоре среди распределенных товаров было 12 тысяч одеял, 23 500 ярдов ткани; 5000 серебряных ушных помпонов; 75 десятков бритв и 20 варганов. Миссисоги принял «300 костюмов одежды в качестве оплаты за четырехмильную полосу вдоль реки Ниагара от озера Онтарио до озера Эри».

## Форт-ниагарский договор (1787)
Журналы Совета по торговле и плантациям описывают только два договора, которые были заключены в это время:
- Мирный договор с враждебными племенами ченуссиосами и сенеками, заключенный сэром Уильямом Джонсоном в Ниагаре 6 августа 1764 года.
- Статьи мира, заключенные сэром Уильямом Джонсоном с гуронами Детройта в Ниагаре, 18 июля 1764 года.

При заключении же договора 1787 года приняли участие более 2000 делегатов до 24 представителей коренных народов и других связанных с ними представителей (договор был назван «помолвкой» в протоколе совета). Хотя в протоколе не указано точное число, в ходе переговоров было обменено как минимум 84 пояса вампума. Пояса, представленные одним выступающим, также могли быть возвращены через огонь другому выступающему (обычное явление на таких переговорах).
Зона договора, указанная во втором договоре, была расширена и теперь включала в себя поселение Ниагара и части поселений Стэмфорд, Уиллоуби и Берти.